# یودای تاناکا
یودای تاناکا (ژاپنی: 田中 雄大؛ زادهٔ ۸ اوت ۱۹۸۸) یک بازیکن فوتبال اهل ژاپن است.
از باشگاه‌هایی که در آن بازی کرده‌است می‌توان به باشگاه فوتبال کاوازاکی فرونتال، باشگاه فوتبال توچیگی، باشگاه فوتبال گاینار توتوری، باشگاه فوتبال میتو هولیهوک، باشگاه فوتبال ویسل کوبه، باشگاه فوتبال هوکایدو کونسادول ساپورو و باشگاه فوتبال بلاوبلیتز آکیتا اشاره کرد.